# Мельников, Владимир Ильич
Владимир Ильич Мельников (26 января 1953 — 27 августа 2013) — российский государственный деятель. Представитель в Совете Федерации России от администрации Читинской области, позже и Забайкальского края (январь 2001—декабрь 2010 гг.).

## Биография
Родился в г. Советская Гавань Хабаровского края. В 1975 году окончил юридический факультет Иркутского государственного университета. В 1975—1992 годах служил в органах государственной безопасности СССР, работал на должностях от оперуполномоченного до начальника отдела в управлении КГБ по Читинской области. Имел звание полковника госбезопасности.
С 1993 года — представитель Президента РФ в Читинской области и Агинском Бурятском автономном округе, с 2000 года — главный федеральный инспектор по Читинской области.
В 1999 году окончил Российскую академию государственной службы по специальности «Государственное, муниципальное управление и национальная безопасность». В сентябре 2001 года избран председателем совета региональной организации партии «Единство».
24 января 2001 года назначен членом Совета Федерации от администрации Читинской области. Стал членом комитета Совета Федерации по обороне и безопасности, членом комиссии Совета Федерации по методологии реализации конституционных полномочий Совета Федерации РФ, комиссии по регламенту и организации парламентской деятельности.
Экс-представитель администрации Читинской области в Совете Федерации Действительный государственный советник 3-го класса. 
Умер 27 августа 2013 года в Чите. 

### Личная жизнь
- Был женат,
  - две дочери.

### Награды
Имел государственные награды:
- 2003 — орден Дружбы.
- 1978 — юбилейная медаль «60 лет Вооружённых Сил СССР» (1978),
- 1985 — медаль «За безупречную службу» III степени (1985),
- 1988 — юбилейная медаль «70 лет Вооружённых Сил СССР» (1988),
- 1989 — медаль «За отличие в охране Государственной границы СССР».